# 金曼 (堪薩斯州)
金曼（英語：Kingman）是一個位於美國堪薩斯州金曼縣的城市。同時該地也是金曼縣的縣治。

## 地方資料
金曼的座標為37°38′49″N 98°06′50″W / 37.64694°N 98.11389°W，而該地的海拔高度為463米（即1519英尺）。根據2010年美國人口普查，該地共人口3105人，而該地的面積約為9.00平方千米。